# 斯捷波韋 (波克羅夫斯克區)
斯捷波韋（羅馬化：Stepove）是乌克兰顿涅茨克州波克羅夫斯克區奥切雷蒂内市镇的一個镇。它位于阿夫迪伊夫卡西北3（1.9英里）。 

## 历史
2016年，作為乌克兰去共产主义化的一部分，該地更名为斯捷波韋。
自2023年底開始，斯捷波韋成為阿夫迪伊夫卡战役的戰場。2024年2月24日，俄罗斯军队控制了斯捷波韋。

## 人口统计
根据2001年烏克蘭人口普查，當地有62人，其中35.48%的人母语为乌克兰语，64.52%的人母语为俄语。